# Archoserica coiffaiti
Archoserica coiffaiti är en skalbaggsart som beskrevs av Frey 1972. Archoserica coiffaiti ingår i släktet Archoserica och familjen Melolonthidae. Inga underarter finns listade.